# Alpaida silencio
Alpaida silencio là một loài nhện trong họ Araneidae.
Loài này thuộc chi Alpaida. Alpaida silencio được Herbert Walter Levi miêu tả năm 1988.